# Víctor Marulanda
Víctor Hugo Marulanda (Medellin, 3 februari 1971) is een voormalig profvoetballer uit Colombia, die als centrale verdediger speelde voor onder meer Atlético Nacional en Alianza Lima. Hij beëindigde zijn loopbaan in 1999, en werd in 2006 voorzitter van Atlético Nacional.

## Interlandcarrière
Marulanda nam met het Colombiaans voetbalelftal deel aan de Olympische Spelen van 1992 in Barcelona. Daar werd de ploeg van bondscoach Hernán Darío Gómez uitgeschakeld in de groepsronde.
Marulanda kwam twee keer uit voor de nationale A-ploeg van Colombia. Hij maakte zijn debuut op 22 maart 1995 in de vriendschappelijke thuiswedstrijd tegen Uruguay (2-1), toen hij in de rust de plaats innam van Alex Fernández. Zijn tweede en laatste interland volgde op 24 augustus 1997, toen hij eveneens slechts één speelhelft in actie kwam, ditmaal tegen Peru.

## Erelijst
Atlético Nacional
- Colombiaans landskampioen

1994, 1999
- Copa Interamericana

1989
- Copa Merconorte

1998
 Alianza Lima
- Peruviaans landskampioen

1997